# 킴벌린 브라운

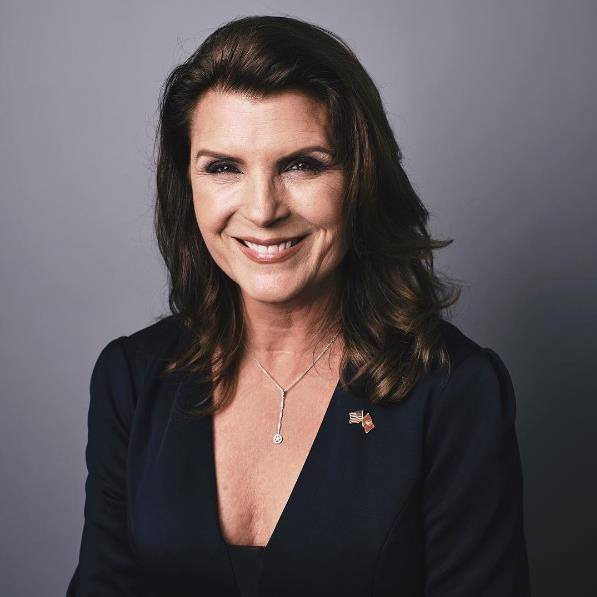

킴벌린 브라운(Kimberlin Brown, 1961년 6월 29일 ~ )은 미국의 배우, 텔레비전 배우, 영화배우이다.
헤이워드에서 태어났다.

## 영화
- 5 아워 프렌즈 (2013년)
- 프라운드 아메리칸 (2008년)
- 사랑의 조건 (1992년)
- 비앤비 (1987년)
- 화려한 유혹 (1987년)
- 분노의 눈동자 (1986년) - 돈 역
- 더 영 앤 더 레스트리스 (1973년)
- 원 라이프 투 리브 (1968년)